# Mezilaurus duckei
Mezilaurus duckei är en lagerväxtart som beskrevs av H. van der Werff. Mezilaurus duckei ingår i släktet Mezilaurus och familjen lagerväxter. Inga underarter finns listade i Catalogue of Life.